# Soczewki (rejon wilejski)
Soczewki (biał. Сачыўкі; ros. Сачивки) – wieś na Białorusi, w obwodzie mińskim, w rejonie wilejskim, w sielsowiecie Ilja.
Dawniej używana nazwa – Saczywki.

## Historia
W czasach zaborów w powiecie wilejskim, w guberni wileńskiej Imperium Rosyjskiego.
W latach 1921–1945 wieś leżała w Polsce, w województwie wileńskim, w powiecie wilejskim, w gminie Olkowicze, od 1926 roku w gminie Dołhinów.
Według Powszechnego Spisu Ludności z 1921 roku zamieszkiwały tu 194 osoby, 156 było wyznania rzymskokatolickiego a 38 prawosławnego. Jednocześnie wszyscy mieszkańcy zadeklarowali białoruską przynależność narodową. Były tu 34 budynki mieszkalne. W 1931 w 41 domach zamieszkiwały 254 osoby.
W okresie międzywojennym była umiejscowiona tu strażnica KOP „Soczewki”. W 1932 roku obsada strażnicy zakwaterowana była w budynku KOP.
W wyniku napaści ZSRR na Polskę we wrześniu 1939 miejscowość znalazła się pod okupacją sowiecką. 2 listopada została włączona do Białoruskiej SRR. Od czerwca 1941 roku pod okupacją niemiecką. W 1944 miejscowość została ponownie zajęta przez wojska sowieckie i włączona do Białoruskiej SRR.
Od 1991 w składzie niepodległej Białorusi.
Do 2013 roku w sielsowiecie Olkowicze.